# Cour-et-Buis
Cour-et-Buis este o comună în departamentul Isère din sud-estul Franței. În 2009 avea o populație de 851 de locuitori.

## Evoluția populației
| An        | 1975 | 1982 | 1990 | 1999 | 2006 | 2009 |
| --------- | ---- | ---- | ---- | ---- | ---- | ---- |
| Populație | 424  | 497  | 571  | 726  | 820  | 851  |